# Бианкавила
Бианкавѝла (на италиански и на сицилиански Biancavilla) е град и община в Южна Италия, провинция Катания, автономен регион и остров Сицилия. Разположен е на 555 m надморска височина. Населението на общината е 23 982 души (към 2012 г.).
В общинската територия се намира част от вулкана Етна. Главният център на общината се намира в подножието на планината.